# Нуренер
Нуренер (мар. Нурэҥер) — деревня в Новоторъяльском районе Республики Марий Эл. Входит в состав Чуксолинского сельского поселения.

## География
Находится в северо-восточной части республики Марий Эл на расстоянии приблизительно 9 км по прямой на юго-восток от районного центра посёлка Новый Торъял.

## История
Известна с 1801 года, тогда она входила в Токтайбелякскую волость Уржумского уезда Вятской губернии. Было 3 двора, 26 человек. В 1820 году стало 4 двора. В 1836 году в починке насчитывалось 8 дворов, 58 жителей. В 1884 году деревня Нуренер входила в состав Кораксолинской волости. Проживали русские и черемисы. Было 16 дворов, 112 жителей. В 1925 году в деревне насчитывалось 136 человек, 83 мари и 53 русских. В 1970 году в деревне преобладало марийское население, числилось 49 жителей. В 2002 году имелось 5 дворов. В советское время работали колхозы «Экер» и имени Ленина.

## Население
Население составляло 8 человек (мари 100 %) в 2002 году, 13 в 2010.